# Final Destination (coldrainのアルバム)
『Final Destination』（ファイナル・ディスティネーション）は、coldrainの1枚目のオリジナルアルバム。2009年10月28日にVAPからリリースされた。

## 概要
coldrain初となるオリジナルアルバム。通常盤のみのリリース。全体的にコアな作品に仕上がっている。
coldrainのメンバーが各々聴きたい音楽を融合させるような形で出来上がったアルバムである。以前まではあった「洋楽になりたい」という意識を振り払い、自然体を意識して作られたという。
激ロックのムラオカは、本作について「初のアルバムであるに関わらず作品の質の高さが世界標準」と評価している。内容についても、ラウドロックやメタルコアの要素を取り入れつつもポップになっていると発言している。

## 楽曲解説
Final destination
表題曲であり、リード曲。MVが作られている。
ギターのフィードバックと、スネアドラムのロールからスタートし、激しい曲調へと変わる。後戻りの出来ない人生を進む雄々しい決意を表現した楽曲。
MVは、地面から演奏シーンを撮影したという少し不思議な映像となっている。
Fiction (album ver.)
1stシングル。アルバムバージョン。
半音下げ、間奏のデスヴォイス、Aメロのギターのトレモロ等が異なっている。
24-7
ハードロックな曲調の楽曲。
曲名は「休まないで、いつまでも動き続けろ」という意味。
現在でもライブでよく演奏される人気曲であり、イントロでウォール・オブ・デスをするのが定番となっている。
Doors
イントロのSEは、実際にドアを開けて通った音を録音したもの。
SEの後にラジオサウンドに加工されたギターアルペジオが始まり、激しく転調する。
Survive
正体不明の大きな力に流されることへの反発を描いた楽曲。
アコースティックギターが取り入れられており、「8AM」よりも鮮明に聴こえるようミキシングが成されている。
My Addiction
coldrainを結成して初めて出来た楽曲。
Painting
人生を絵に喩え、「自分なりの色を塗りながら名画を描き上げよう」というメッセージを込めた楽曲。
8AM (Album Ver.)
2ndシングル。アルバムバージョン。
半音下げで且つBPMが若干遅くなっている。

## 収録曲
| 全作詞: Masato、全編曲: coldrain。 |                                                                                     |           |                     |      |
| #                                  | タイトル                                                                            | 作詞      | 作曲                | 時間 |
| 1.                                 | 「Final destination」                                                               | Masato    | Masato、Y.K.C       | 3:23 |
| 2.                                 | 「Counterfeits & lies」                                                             | Masato    | Masato、Sugi、Y.K.C | 3:33 |
| 3.                                 | 「Someday」                                                                         | Masato    | Masato、Y.K.C       | 3:59 |
| 4.                                 | 「Fiction (Album Ver.)」                                                            | Masato    | Masato、Y.K.C       | 3:29 |
| 5.                                 | 「Just Tonight」                                                                    | Masato    | Masato、Y.K.C       | 3:20 |
| 6.                                 | 「24-7」                                                                            | Masato    | Masato、Sugi        | 3:03 |
| 7.                                 | 「Doors」                                                                           | Masato    | Masato、Y.K.C       | 3:25 |
| 8.                                 | 「Deja vu」                                                                         | Masato    | Masato、Sugi        | 4:17 |
| 9.                                 | 「Survive」                                                                         | Masato    | Masato、Sugi        | 3:32 |
| 10.                                | 「My Addiction」                                                                    | Masato    | Masato、Y.K.C       | 4:19 |
| 11.                                | 「Painting」                                                                        | Masato    | Masato、Y.K.C       | 3:33 |
| 12.                                | 「8AM (Album Ver.)」(テレビアニメ『はじめの一歩 New Challenger』エンディングテーマ) | Masato    | Masato、Y.K.C       | 3:27 |
| 合計時間:                          | 合計時間:                                                                           | 合計時間: | 43:20               |      |